# شانت باسماجیان
شانت باسماجیان (ارمنی: Շանթ Բասմաջյան انگلیسی: Shaunt Basmajian; ۳۰ سپتامبر ۱۹۵۰ – ۲۵ ژانویهٔ ۱۹۹۰) شاعر ارمنی‌تبار اهل کانادا بود.